# Ai Shinozaki
Ai Shinozaki (en japonés: 篠崎 愛, nacida el 26 de febrero de 1992) es una modelo y cantante japonesa, fue integrante del grupo musical AeLL, hasta la separación del grupo el 14 de septiembre de 2014.

## Biografía
Cuando ella comenzó a modelar en 2006 a los 14 años, Shinozaki causó gran polémica tanto en la prensa como en la Web, comentarios acerca de que ella tenía un cuerpo demasiado desarrollado para una adolescente japonesa aparecieron. En 2009, su página en el sitio web "Chu-Boh" dio su altura y figura las cuales corresponden a "160 B87 W60 H88".
En 2008 lanzaría su primer álbum musical llamado “M”, siendo un cover de la misma que cantaría el grupo Princess Princess años atrás, curiosamente este álbum no se incluye en la discografía oficial de Shinozaki.
En 2010 dejaría su anterior agencia de modelaje para unirse a su, hasta ahora, agencia de modelaje, Shining Will. En enero de 2011 junto a Erika Nishi, Haruna Shijo, Kumi Takana y Yuki Kodou formarían el grupo llamado Activity Eco Live with Love, cuyo acrónimo sería AeLL. Yuki Kodou se retiraría foralmente del grupo en marzo de 2011. En mayo de 2014 se anunciaría un hiato indefinido para este grupo musical, “Nos tomaremos un tiempo para que, en solitario, cada una de nosotras, logremos crecer nuestras carreras en solitario”, así justificaban las chicas su separación temporal, el hiato se hizo efectivo el 14 de septiembre de 2014. Con la renuncia del mundo del espectáculo japonés de Kumi Takana y Haruna Shijo en enero y marzo de 2015 respectivamente, se dio por terminado el grupo AeLL.
La carrera musical en solitario de Ai Shinozaki comenzó en febrero de 2015, y continua en la actualidad. Su carrera como Gravure Idol tuvo una pausa en 2016 para centrarse en su carrera musical, retomándola en 2017 y combinándola con su carrera musical.

## Carrera artística

### Discográfica
- "M" (26 de marzo de 2008, FOR-SIDE RECORDS) Cover de Princess Princess's Famous song.
- A-G-A-I-N (29 de abril de 2015, L's Shit recordings)
- EAT 'EM AND SMILE (9 de diciembre de 2015, L's Shit recordings)
- Kuchi No Warui Onna (24 de agosto de 2016, Sony Music Records)
- TRUE LOVE (7 de diciembre de 2016, Sony Music Records)
- Love/Hate (22 de marzo de 2017, Sony Music Records)
- Floatin' Like the Moon (6 de septiembre de 2017, Sony Music Records)
- UNICORN - Single (24 de febrero de 2018, Sony Music Records)

### Álbumes Fotográficos
- START DUSH!! (July 2006, Saibunkan) ISBN 4-7756-0134-2　Photo by Mitsuhiro Mouri
- Bon! Bon! Ai-bomb (December 2007, BUNKASHA) ISBN 978-4-8211-2688-0　Photo by Ryuuzi Maemura
- Milk-colored love (May 2008, Aquahouse Inc ) ISBN 978-4-86046-114-0　 Photo by Takayuki Kozuka
- Okkina Love (12 de mayo de 2008, Gakken Publishing) ISBN 978-4-05-403784-7　Photo by Shouta Iizuka
- Renai ~Love~ (April 2009, Saibunkan) ISBN 978-4-7756-0388-8　Photo by Sei Kimura
- Heartiness (Sabra DVD Mook) (November 2009, Shogakukan) ISBN 978-4-0910-3080-1　Photo by Akihito Saijo
- Sakura Saku Toki (May 2010, Saibunkan Publishing Co,Ltd) ISBN 978-4-7756-0479-3　Photo by  Koji Inomoto